# Парламентские выборы в Кот-д’Ивуаре (2000—2001)
Парламентские выборы в Кот-д’Ивуаре проходили 10 декабря 2000 года. Однако в 28 избирательных округах на севере страны выборы были перенесены на более поздний срок из-за беспорядков, связанных с бойкотом выборов со стороны Объединения республиканцев. Хотя республиканцы не прекратили бойкот, выборы всё же состоялись 14 января 2001 года, при этом явка на довыборах составила лишь 13 %, а места от города Конг так и остались вакантными.
В результате выборов победу одержал оппозиционный Ивуарийский народный фронт, получивший 96 из 225 мест Национального собрания и значительно увеличивший своё представительство в парламенте по сравнению с выборами 1995 года. Явка при голосовании на первом этапе составила 34 %, а в целом по стране — 32 %.
Премьер-министром стал представитель Ивуарийского народного фронта Паскаль Аффи Н’Гессан.

## Результаты
| Партия                              | Голоса  | % | Мест | +/-   |
| ----------------------------------- | ------- | - | ---- | ----- |
| Ивуарийский народный фронт          |         |   | 96   | +84   |
| Демократическая партия Кот-д’Ивуара |         |   | 94   | -54   |
| Независимые                         |         |   | 22   |       |
| Объединение республиканцев          |         |   | 5    | -9    |
| Ивуарийская рабочая партия          |         |   | 4    | новая |
| Союз демократов Кот-д’Ивуара        |         |   | 1    | новая |
| Движение сил будущего               |         |   | 1    | новая |
| Вакантно                            |         |   | 2    | -     |
| Недействительных/пустых бюллетеней  | 192 442 | - | -    | -     |
| Всего                               |         |   | 225  | -     |
| Источник: Nohlen et al.             |         |   |      |       |